# Ради, Йожеф
Йожеф Ради (венг. Rády József; 22 сентября 1884, Сексард, Австро-Венгрия, — 11 октября 1957, Балатонкенеше, Венгрия) — венгерский фехтовальщик, олимпийский чемпион.
Йожеф Ради родился в 1884 году в Сексарде. С 1921 года начал занимать призовые места на чемпионате Венгрии. В 1924 году на Олимпийских играх в Париже завоевал серебряную медаль. В 1928 году на Олимпийских играх в Амстердаме стал обладателем золотой медали. В 1930 завоевал золотую, а в 1931 году — серебряную медали европейского первенства (впоследствии задним числом эти первенства были признаны чемпионатами мира).